# 横井時泰
横井 時泰（よこい ときやす）は、安土桃山時代から江戸時代にかけての武将。尾張国海西郡（現愛西市）赤目城主。

## 出自
横井氏は北条時行の次男・時満の子・北条時任（横井時任）が愛知郡横江村に逃れ、その孫・横井時永が赤目城を築城し横井氏を称したことに始まるとされるが、それを証明する史料・資料は存在しない。

## 生涯
天正2年（1574年）6月7日、岐阜城に忍んで侵入した敵を退けたことにより織田信長に褒められた。本能寺の変後は織田信雄に仕えた。小牧・長久手の戦いでは徳川家康に味方し、その後家康に仕えた。
慶長5年（1600年）の関ヶ原の戦いに東軍に組し福島正則の配下に属した。福束城の丸毛兼利の家老・丸毛六兵衛に東軍につくように促したが拒否され、8月17日に徳永寿昌・市橋長勝らと福束城を攻略した。関ヶ原の本戦では長宗我部盛親隊を福島正則の別働隊として子の時家、時安、徳永寿昌、市橋長勝と共に監視。南宮山を退いた西軍の長束正家や安国寺恵瓊の兵を追撃した。
後に尾張徳川家に仕え、同じく旧領赤目5,800余石を拝領している。戦功により弟の時朝（藤ヶ瀬横井家・1,200石）、時久（祖父江横井家・1,900石）も尾張家に仕えた。
家督は時泰の子・時家、時安と引き継がれ、幕末まで代々尾張徳川家に仕えた。遊猟を好んだ（赤城神社説明板）。